# كيفن ييتس (لاعب اتحاد الرغبي)
كيفن ييتس (بالإنجليزية: Kevin Yates)‏ هو لاعب اتحاد الرغبي بريطاني، ولد في 6 نوفمبر 1972 في مدسين هات في كندا.

## وصلات خارجية
- كيفن ييتس عل موقع إسبنسكروم (الإنجليزية)
- كيفن ييتس على موقع ItsRugby.co.uk (الإنجليزية)